# 芳徳寺

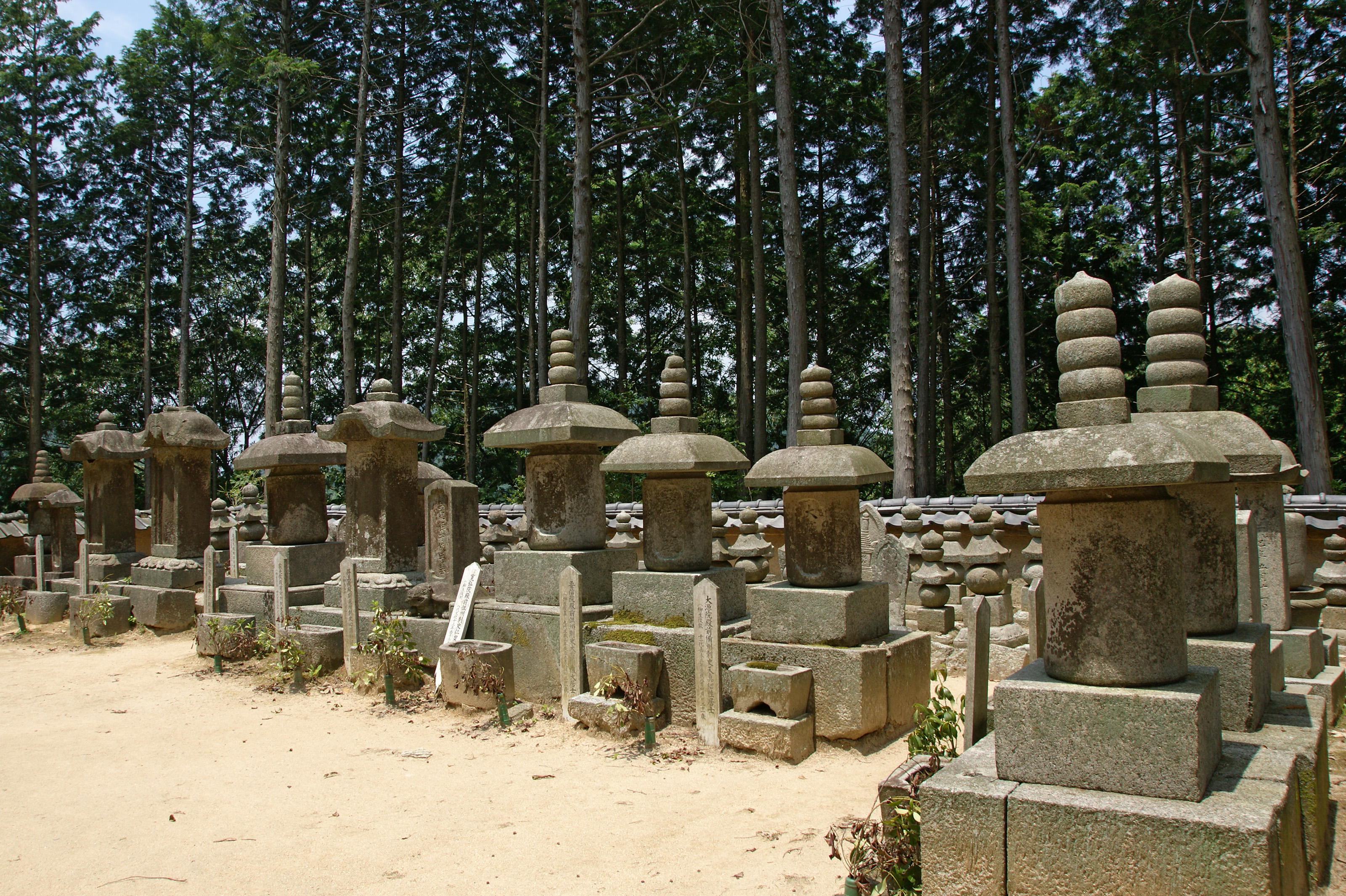
柳生家一族累代之墓所

芳徳寺（ほうとくじ）は、奈良県奈良市柳生下町にある臨済宗大徳寺派の寺院。山号は神護山（じんごさん）で、本尊は釈迦如来。芳徳禅寺とも称される。

## 概要
柳生藩主柳生氏の菩提寺。かつては柳生城があった柳生の地区を一望できる高台に位置し、門前の坂の途中に正木坂剣禅道場を構える。また寺に隣接して柳生藩の資料を展示する史料室がある。柳生家の墓地は元々は中宮寺（現・奈良市柳生下町）にあったが、芳徳寺の創建に伴って改葬され、芳徳寺裏の墓地に柳生藩主・柳生氏一族代々の墓石が80基あまりが並ぶ。柳生一族の墓地は紅葉の名所としても知られる。
北から寺へ登る坂が霊源坂、その登り口の橋は古楓橋であり、東南の小高い台地である山王台（清風台）とともに柳生十景に挙げられている。また、霊源坂の中ほど東側の地が柳生宗厳（石舟斎）の居住地とされる。

## 歴史
寛永15年（1638年）大和国柳生藩主柳生宗矩の開基、宗矩と親交のあった沢庵宗彭の開山により創建されたと伝えられる。宗矩が父の石舟斎宗厳の菩提を弔うため、柳生城があったと伝えられている場所に建立した。第一世住持は宗矩の末子で大徳寺に預けられていた列堂義仙。正保4年（1647年）正月、将軍家光の内意によって、宗矩の遺領小柳生村の1万2500石のうち200石が芳徳寺に寺領として分与された。宝永8年（1711年）の火災により全焼したが、正徳4年（1714年）に再建された。
廃藩後は荒廃して山門や梵鐘も売却され、明治末期には無住の寺となったが、大正11年（1922年）に柳生家の末裔である元台湾銀行頭取の柳生一義の弟・基夫氏が資金を遺贈し、本堂が再建された。その後、大正15年（1926年）6月に副住職として赴任した橋本定芳（昭和5年（1930年）には住職に就任）は、芳徳寺の再興に奔走。橋本は柳生新陰流の普及に努めた他、昭和3年（1928年）には境内に大和青少年道場（現在の成美学寮）を開設し、知的障害児の保護育成に尽力するなど、多方面の事業を手がけた。

## 文化財
本堂には本尊釈迦三尊像の他、木造沢庵和尚坐像および、木造但馬守宗矩坐像を安置している。また、伝柳生三厳筆「月乃抄」などの寺宝を伝え、柳生氏に関する資料多数を収蔵しており、資料館が併設されている。
木造但馬守宗矩坐像は慶安4年（1651年）に宗矩の7回忌にあたり、柳生宗冬が京都の大仏師康看に彫らせたもの。また、木造沢庵和尚坐像は明暦3年（1657年）に、列堂が京都の大仏師康春に彫らせたものであり、ともに前述の火災を免れ、今に伝えられている。

### 指定文化財
- 本堂 - 江戸時代建立、市指定文化財（建造物）　平成4年指定
- 柳生家墓所附列堂和尚墓所 - 室町時代～江戸時代、市指定文化財（史跡）　平成4年指定

## 正木坂剣禅道場
昭和38年（1963年）に当時の住職・橋本定芳により開設された剣道と座禅の道場。柳生三厳の正木坂道場に習って命名された。橋本が手がけた中でも、40年以上にわたり開設にまで力を尽くした一大事業であり、宇垣一成、徳富蘇峰、犬養毅、長谷川伸、吉川英治ら数多くの政治家や文化人、経済人の賛同の元、全国から資金を集めて行われた。奈良地方裁判所として使用されていた興福寺別当一乗院の建物を移築したもので、正面入口は京都所司代の玄関から移された。座禅と剣道を一体とした指導が行われており、全日本剣道連盟による全国指導者講習会や、県下の剣道大会の会場に利用されている。

## 交通アクセス
- JR奈良駅または近鉄奈良駅から柳生・邑地中村行バスで50分｢柳生｣下車、徒歩15分

## 周辺
- 天石立神社
- 柳生城
- 柳生陣屋
- 旧柳生藩家老屋敷
- 小山田家分家
- 柳生街道